# Alfred de Martonne
Alfred de Martonne (* 30. August 1820 in Le Havre; † 21. Mai 1896 in Laval) war ein französischer Mediävist, Romanist und Literat.

## Leben
Martonne war 1843 Absolvent der École des Chartes und Archivar. Von 1848 bis 1849  war er  Gymnasiallehrer in Draguignan, dann Départementsarchivar, von 1854 bis 1866 in Blois,  ab 1878 in Laval. Als Lyriker hatte er eine besondere Vorliebe für das Sonett, für dessen provenzalische Ursprünge er sich auch historisch interessierte.

Alfred de Martonne war der Sohn von Guillaume-François de Martonne.

## Werke (Auswahl)
- Les Étoiles. Poèmes, Paris 1843-1846
- La piété du Moyen-Age, Paris 1855
- Les Amours de Ludwigg. Chaîne de sonnets, Paris 1874 (cf Jean Rousset, L’Intérieur et l’extérieur, Paris 1968, S. 13–26)
- (Hrsg.) Le Sonnettiste. Recueil poétique et littéraire, Paris 1874–1878
- Le sonnet dans le Midi de la France, Aix-en-Provence 1891